# Mykelti Williamson
Michael T. «Mykelti» Williamson (San Luis, Misuri, 4 de marzo de 1957) es un actor estadounidense conocido por su papel de Benjamin Buford (Bubba) Blue en la película de 1994, Forrest Gump. También interpretó al detective Bobby "Fearless" Smith en la serie aclamada por la crítica Boomtown, a Brian Hastings en la temporada 8 de la serie 24, a Gabriel en la película de 2016 Fences y recientemente como Ellstin Limehouse en la aclamada Justified.

## Biografía
Williamson nació el 4 de marzo de 1957, en San Luis, Misuri, hijo de Elaine, una contable, y un oficial de las Fuerzas Aéreas del Ejército de los Estados Unidos.
Williamson comenzó a actuar a la edad de nueve años. También bailó como miembro suplente del grupo The Lockers en el programa de televisión Soul Train junto con Fred Berry (estrella del programa de televisión What's Happening!!). A los nueve años, Williamson se trasladó a Los Ángeles con su familia. En la escuela secundaria destacó en el atletismo, en especial el fútbol y el baloncesto. Sin embargo, la actuación era su primer amor y dejó el deporte nada más abandonar la etapa escolar.
Williamson estudió cine y televisión en el Los Angeles City College. Se presentó a audiciones para asistir a clases de actuación en la USC bajo la tutela del Dr. Frank X. Ford. Más tarde se trasladó a la Gene Evans Picture Motion School en San José (California) y obtuvo su certificado en Producción Cinematográfica.

## Filmografía
- The Last Rodeo (2025)[4]
- Fallout (2024)
- Thriller (2018)
- The Purge: Election Year (2016)
- Fences (2016)
- Justified (2012-2013)
- Con Air (1997)
- Heat (1995)
- Forrest Gump (1994)